# Somntongo
Somntongo – inkhundla w dystrykcie Shiselweni w Królestwie Eswatini.
Według spisu powszechnego ludności z 2007 roku, Somntongo miało powierzchnię 327 km² i zamieszkiwało je 5457 mieszkańców (najmniej spośród wszystkich tinkhundla w kraju). Dzieci i młodzież w wieku do 14 lat stanowiły ponad połowę populacji (2892 osoby). W całym inkhundla znajdowało się wówczas dziewięć szkół podstawowych i jedna placówka medyczna.
W 2007 roku Somntongo dzieliło się na sześć imiphakatsi: Ezindwenweni, Maplotini, Mlindazwe, Phangweni, Qomintaba i Vimbizibuko. W 2020 roku Somntongo składało się z siedmiu imiphakatsi: Etjeni/Ezindwendweni, Luhlekweni, Maplotini/Lavumisa, Nsubane, Ntuthwakazi, Phangweni i Vimbizibuko. Przedstawicielem inkhundla w Izbie Zgromadzeń Eswatini był wówczas Dumisani Mbhamali.